# Александра Толстая
Александра Лвовна Толстая (на руски: Александра Львовна Толстая) е руска общественичка и писателка.

## Биография
Родена е на 30 юни (18 юни стар стил) 1884 година в Ясная Поляна, Тулска губерния, като последната дъщеря в семейството на руския писател Лев Толстой. Получава образованието си у дома, а през последните години от живота на баща си се грижи за него и подпомага литературната му дейност.
По време на Първата световна война развива активна дейност в руската военномедицинска служба. Дълги години открито критикува установения след войната тоталитарен комунистически режим, прекарва известно време в концентрационен лагер, а през 1929 година успява да напусне страната и се установява в Съединените щати, където е видна фигура в живота на руската емиграция.
Александра Толстая умира на 26 септември 1979 година във Вали Котидж.